# Winter-Asienspiele 2007/Eisschnelllauf
Bei den Winter-Asienspielen 2007 in Changchun (Volksrepublik China) wurden  die Wettbewerbe im Eisschnelllauf zwischen dem 29. Januar und dem 1. Februar 2007 ausgetragen.

## Männer

### 100 m
| Platz | Athlet        | Land | Zeit (s) |
| ----- | ------------- | ---- | -------- |
| 1     | Yūya Oikawa   | JPN  | 9,59     |
| 2     | Yu Fengtong   | CHN  | 9,68     |
| 3     | Lee Kang-seok | KOR  | 9,69     |
| 4     | Zhang Zhongqi | CHN  | 9,82     |
| 5     | An Weijiang   | CHN  | 9,84     |
| 6     | Jiao Yunlong  | CHN  | 9,99     |

Datum: 31. Januar

### 500 m
| Platz | Athlet        | Land | Zeit (min)             |
| ----- | ------------- | ---- | ---------------------- |
| 1     | Lee Kang-seok | KOR  | 1:10,30 (35,11; 35,19) |
| 2     | Lee Kyu-hyeok | KOR  | 1:10,50 (35,19; 35,31) |
| 3     | Yūya Oikawa   | JPN  | 1:10,88 (35,52; 35,36) |
| 4     | Juji Kato     | JPN  | 1:11,00 (35,36; 35,64) |
| 5     | An Weijiang   | CHN  | 1:11,08 (35,49; 35,58) |
| 6     | Lee Ki-ho     | KOR  | 1:11,11 (35,62; 35,49) |

Datum: 30. Januar

### 1000 m
| Platz | Athlet            | Land | Zeit (min) |
| ----- | ----------------- | ---- | ---------- |
| 1     | Lee Kyu-hyeok     | KOR  | 1:09,86    |
| 2     | Moon Joon         | KOR  | 1:10,45    |
| 3     | Choi Jae-bong     | KOR  | 1:10,92    |
| 4     | Takaharu Nakajima | JPN  | 1:11,35    |
| 5     | Yu Fengtong       | CHN  | 1:11,53    |
| 6     | Gao Xuefeng       | CHN  | 1:11,86    |

Datum: 1. Februar

### 1500 m
| Platz | Athlet            | Land | Zeit (min) |
| ----- | ----------------- | ---- | ---------- |
| 1     | Lee Kyu-hyeok     | KOR  | 1:49,13    |
| 2     | Gao Xuefeng       | CHN  | 1:49,24    |
| 3     | Moon Joon         | KOR  | 1:49,79    |
| 4     | Choi Jae-bong     | KOR  | 1:50,21    |
| 5     | Takaharu Nakajima | JPN  | 1:52,20    |
| 6     | Wladimir Kostin   | KAZ  | 1:53,08    |

Datum: 31. Januar

### 5000 m
| Platz | Athlet         | Land | Zeit (min) |
| ----- | -------------- | ---- | ---------- |
| 1     | Hiroki Hirako  | JPN  | 6:39,71    |
| 2     | Yeo Sang-yeop  | KOR  | 6:43,34    |
| 3     | Dmitri Babenko | KAZ  | 6:43,40    |
| 4     | Choi Kwun-won  | KOR  | 6:43,86    |
| 5     | Gao Xuefeng    | CHN  | 6:44,13    |
| 6     | Song Xingyu    | CHN  | 6:47,37    |

Datum: 29. Januar

## Frauen

### 100 m
| Platz | Athlet          | Land | Zeit (s) |
| ----- | --------------- | ---- | -------- |
| 1     | Xing Aihua      | CHN  | 10,41    |
| 2     | Wang Beixing    | CHN  | 10,44    |
| 3     | Shihomi Shin’ya | JPN  | 10,56    |
| 4     | Lee Sang-hwa    | KOR  | 10,59    |
| 5     | Sayuri Ōsuga    | JPN  | 10,70    |
| 6     | Zhang Shuang    | CHN  | 10,74    |

Datum: 31. Januar

### 500 m
| Platz | Athlet          | Land | Zeit (min)             |
| ----- | --------------- | ---- | ---------------------- |
| 1     | Wang Beixing    | CHN  | 1:16,10 (38,02; 38,08) |
| 2     | Lee Sang-hwa    | KOR  | 1:16,95 (38,53; 38,42) |
| 3     | Zhang Shuang    | CHN  | 1:17,59 (38,83; 38,76) |
| 4     | Shihomi Shin’ya | JPN  | 1:17,63 (38,71; 38,92) |
| 5     | Sayuri Ōsuga    | JPN  | 1:17,67 (38,82; 38,85) |
| 6     | Ren Hui         | CHN  | 1:17,94 (38,90; 39,04) |

Datum: 30. Januar

### 1000 m
| Platz | Athlet         | Land | Zeit (min) |
| ----- | -------------- | ---- | ---------- |
| 1     | Wang Beixing   | CHN  | 1:17,35    |
| 2     | Wang Fei       | CHN  | 1:17,54    |
| 3     | Ren Hui        | CHN  | 1:18,84    |
| 4     | Kim Yoo-lim    | KOR  | 1:18,96    |
| 5     | Lee Sang-hwa   | KOR  | 1:19,24    |
| 6     | Tomomi Okazaki | JPN  | 1:19,47    |

Datum: 1. Februar

### 1500 m
| Platz | Athlet         | Land | Zeit (min) |
| ----- | -------------- | ---- | ---------- |
| 1     | Wang Fei       | CHN  | 2:00,49    |
| 2     | Lee Ju-yeon    | KOR  | 2:01,60    |
| 3     | Ji Jia         | CHN  | 2:01,82    |
| 4     | Noh Seon-yeong | KOR  | 2:02,80    |
| 5     | Masako Hozumi  | JPN  | 2:02,94    |
| 6     | Eriko Ishino   | JPN  | 2:03,07    |

Datum: 31. Januar

### 3000 m
| Platz | Athlet         | Land | Zeit (min) |
| ----- | -------------- | ---- | ---------- |
| 1     | Wang Fei       | CHN  | 4:13,08    |
| 2     | Masako Hozumi  | JPN  | 4:15,42    |
| 3     | Maki Tabata    | JPN  | 4:17,00    |
| 4     | Lee Ju-yeon    | KOR  | 4:18,05    |
| 5     | Noh Seon-yeong | KOR  | 4:18,57    |
| 6     | Eriko Ishino   | JPN  | 4:19,02    |

Datum: 29. Januar